# الحرس الوطني الروماني

علم حرس الوطنية.

كان الحرس الوطني الروماني أو حرس الوطنية الروماني (بالرومانية: Gărzile Patriotice) ميليشيات شبه عسكرية رومانية تشكلت خلال الحقبة التي قامت بها جمهورية رومانيا الإشتراكية لتكون خط دفاع اضافي في حالة التعرض لغزو خارجي.

## التاريخ

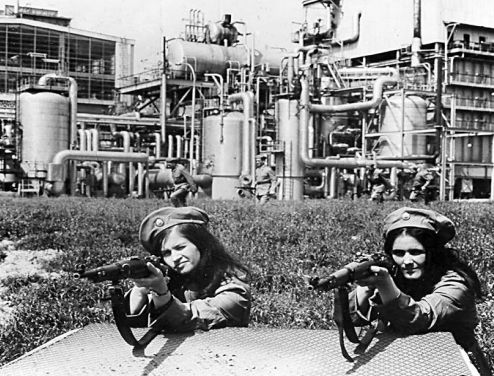
كان على الحرس الدفاع عن بنية البلاد التحتية اثناء فترة الحرب.

تم تشكيل الحرس الوطني في عام 1968، بعد خطاب 21 أغسطس في بوخارست الذي أدان من خلاله الأمين العام للحزب الشيوعي الروماني ورئيس مجلس الدولة نيكولاي تشاوشيسكو قمع ربيع براغ من قبل القوات السوفيتية وحلف وارسو. حث تشاوشيسكو الناس على مناهضة القمع السوفييتي لكي تكون هناك مقاومة للتهديد المتصور عن غزو سوفيتي مماثل قد يقوم ضد رومانيا نفسها. كان للموضوعات القومية التي تكلم عنها في خطابه تأثيرا مباشرا في حشد أجزاء كبيرة من الجمهور، الذين بدأوا في تنظيم وتسليح أنفسهم تحت إشراف الحزب الشيوعي الروماني.
على الرغم من انتهاء التهديد السوفييتي بحلول نهاية العام، ظل الحرس الوطني سمة من سمات الهيكل الشيوعي للجمهورية. أصبحوا ملحق دائم في الجيش النظامي، وأصبح التجنيد الإجباري على الشباب والشابات. بالنسبة لطلاب الجامعات، كان هذا يعني تخصيص ساعات من المناهج الدراسية لتدريبات كالرماية وغيرها من الدورات التدريبية؛ وسرعان ما تمت مضاعفتهم من خلال متطلبات إضافية للعمل في الحقول (أجبر على ذلك أيضًا طلاب المدارس الثانوية والمدارس الإعدادية، بالإضافة إلى معلميهم).
لم يعد الحرس الوطني مفعمًا بالحماس كما كان في أوائل السبعينيات، ومع ذلك كان الحرس الوطني هو خط الدفاع الأساسي للدولة ضد الغزوات المتوقعة. وبدا أن التهديد الذي يشكله الأخير يتزايد مع غرق النظام السياسي الروماني المتزايد في العزلة، خاصة بعد أن فقد دعم الكتلة الغربية في منتصف الثمانينيات. منذ ذلك الحين، أصبح الحرس الوطني جزءًا من اجهزة الدولة الأمنية نفسها لقمع شعبها.
خلال الثورة الرومانية في ديسمبر 1989، حاول تشاوشيسكو استخدام الحرس ضد المتظاهرين لإخماد الثورة، ولا سيما في تيميشوارا. لكن وتيرة الأحداث المتسارعة واتساع نطاق العداء لنظامه قضى على تلك الخطط. مع تقدم الثورة، انضم العديد من أعضاء الحرس الوطني (الذين سئموا مثل معظم الرومانيين الآخرين من سياسات تشاوشيسكو الاقتصادية الفاشلة ومعاناتهم من تدهور مستويات المعيشة) إلى المحتجين. إلى حد كبير، كان الأشخاص الذين كانوا من المفترض أن يكونوا مسلحين في حالة الاضطرابات لصدها وقمعها هم في الواقع من تسببوا فيها، في مفارقة سياسية مثيرة للإهتمام.

## المهام
كان «الحرس الوطني» منظمة أمن عام شاملة للجميع، وتضم اختصاصاته الشرطة المدنية ومكافحة الحرائق، وكانت قوة كبيرة جدًا من «الميليشيات الشعبية». خلال زمن الحرب سيوفر أمن المنطقة الخلفية، ويزيد من القوات البرية، ويعملون كمقاتلين حروب عصابات إذا تم اجتياح البلاد من قبل الغزاة.

## مكانتها في التركيبة الايديولوجية للدولة
في الثمانينيات، اتخذت الشيوعية الرومانية شكلاً عسكريًا. لخص إيلي تشوسيسكو، الجنرال في الجيش الشعبي الروماني وشقيق نيكولاي، السمات الجديدة في كتابه Istoria Militară a poporului român («التاريخ العسكري للشعب الروماني»). جادل العمل (الذي سرعان ما تحول إلى ما يشبه العقيدة الرسمية) بأن الرومانيين كان لديهم دائمًا أكبر جيش مستدام في العالم - على وجه الخصوص، اختار باستمرار جمع جميع السكان على أنهم حاضرين تحت السلاح. كان هذا بمثابة رسالة للمستقبل، حيث أن النظام قد أقام علاقة قوية مع جميع أشكال الماضي. على هذا النحو، تم تقديم الأيديولوجية الكامنة وراء تشكيل الحرس الوطني على أنها عقيدة تؤسس لأن الحرب هي حرب الشعب بأكمله، مستوحاة من عقيدة الدفاع الشعبي الشامل اليوغوسلافية.

## التنظيم
كان عدد أفراد الحرس الوطني حوالي 700 ألف مواطن في عام 1989، من الرجال والنساء. تماشيًا مع عقيدة «حرب الشعب بأكمله»، كان الحرس الوطني عبارة عن دفاع إقليمي شعبي مشترك أو حرس وطني ومنظمة دفاع مدني، والذي تأسس مباشرة بعد غزو حلف وارسو بقيادة الاتحاد السوفيتي لتشيكوسلوفاكيا. عمل الحرس الوطني بشكل وثيق مع وزارة الدفاع الوطني ولكنهم كانوا تابعين مباشرة للحزب الشيوعي الروماني ومنظمة الشباب التابعة لها. اعتمادًا على المواطنين العاديين أكثر من الاعتماد على القوات النظامية، عمل الحرس الوطني بمثابة ثقل موازن ليكافئ قوة وتأثير القوات النظامية.
في عام 1989، تم تنظيم الحرس الوطني في وحدات بحجم الفرق والفصائل في كل جوديت، وبلدية، وبلدة، وقرية، وتكتلات صناعية أو زراعية تقريبًا. تحت قيادة السكرتير الأول للحزب الشيوعي، أجروا تدريبات أساسية في التعامل مع الأسلحة الخفيفة، والهدم، وإطلاق قذائف الهاون وقاذفة القنابل اليدوية، وتكتيكات الوحدات الصغيرة. في زمن الحرب، كانوا يحملون مسؤولية الدفاع الجوي المضاد للطائرات، وتشغيل الإنذار المبكر للهجوم الجوي، والدفاع عن التكتلات السكانية والعناصر المهمة للبنية التحتية الوطنية، وإجراء أعمال الهندسة المدنية حسب الحاجة لإعادة تعبئة الإنتاج العسكري الأساسي بعد الهجوم. كانوا يستكشفون ويهاجمون الأجنحة والمناطق التي تقبع في الخطوط الخلفية للعدو، ويردعون الوحدات المحمولة جواً والقوات الخاصة التي تتوغل في عمق رومانيا، وتشن عمليات مقاومة ضد قوات الاحتلال. تماشيا مع صورة حرب العصابات الخاصة بهم، كان الحرس الوطني يرتدون زيًا عاديًا بدون شارات رتبة.